# Мильман, Давид Пинхусович
Дави́д Пи́нхусович Ми́льман (15 января 1912, Чечельник, Ольгопольский уезд, Подольская губерния — 12 июля 1982, Тель-Авив) — советско-израильский математик, известный работами в области функционального анализа, в частности теории операторов. Кандидат физико-математических наук (1939).

## Биография
Давид Пинхусович Мильман родился в местечке Чечельник (ныне райцентр в Винницкой области Украины) в семье Пинхуса Мильмана, — владельца обувного магазина, и Сары Иосифовны Галант, — дочери раввина Чечельника. Начал обучение в хедере, затем учился в украинской начальной школе, с 14 лет — в химической профессиональной школе при сахарном заводе Чечельника в одном классе с И. М. Гельфандом (оба исключены из профшколы как дети нетрудового элемента в 1928 году).  С 1929 года жил с родителями в Одессе.
В 1932 году поступил и в 1934 году окончил Одесский университет, затем аспирантуру под руководством М. Г. Крейна (1937—1939), совместно с которым доказал теорему Крейна — Мильмана в области выпуклого анализа линейных топологических пространств (1940). До начала Великой Отечественной войны был доцентом Одесского университета (в начале войны был эвакуирован с семьёй в Бирск), но после войны не был восстановлен в должности и с 1945 года работал в Одесском институте связи (в 1950—1960 годах — заведующий кафедрой математики). В 1946—1950 годах также преподавал в Одесском педагогическом институте. Докторская диссертация не была утверждена ВАК.
В 1973 году вышел на пенсию и переехал в Израиль, где был назначен профессором Тель-Авивского университета.
Работы Д. П. Мильмана 1930-х годов положили начало геометрическому исследованию бесконечномерных нормированных пространств, тогда же Д. П. Мильманом и В. Л. Шмульяном был введён термин Банахово пространство (вместо введёного самим Банахом в 1931 году термина B-пространство). В 1948 году, совместно с М. С. Бродским, ввёл понятие нормальной структуры и связанные с ним теоремы о неподвижной точке. Мильманом была обнаружена теорема о продолжении сублинейных функционалов, подразумевающая все три фундаментальные теоремы Банаха; уже после приезда в Израиль он распространил её на субаддитивные функционалы. Некоторые полученные им в последние годы жизни в Израиле результаты нашли применение в теории сингулярности.

## Семья
- Жена — Нема Эммануиловна (Менделевна) Мильман (урождённая Цудикова, 1919—2010).
  - Сын — математик Виталий Мильман (род. 1939), профессор Тель-Авивского университета (его сын — математик Эммануэль Мильман, Технион)[13];
  - Сын — математик Пьер Мильман (род. 1945), профессор Торонтского университета;
  - Сын — Владимир Мильман (род. 1948), координатор по технологиям Университета Торонто, также драматург и продюсер театра «Феникс».[14][15]
- Брат — Бенцион Мильман (1908—1970), начальник отдела жилищного развития Израиля[16].

## Также
- Milman–Pettis theorem (1938)
- Satz von Milman (1938)